# اتو راش
امیل اتو راش (به آلمانی: Otto Rasch) (۷ دسامبر ۱۸۹۱ – ۱ نوامبر ۱۹۴۸) وکیل و ژنرال آلمانی در دوره رایش سوم و از فرماندهان نیروهای آینزاتس‌گروپن بود.

## زندگی‌نامه
راش در شلسویگ-هولشتاین در شمال امپراتوری آلمان متولد شد. وی در جنگ جهانی اول به عنوان ستوان نیروی دریایی خدمت کرد. در دانشگاه حقوق، فلسفه و علوم سیاسی خواند و دکترای خود را در رشته‌های حقوق و اقتصاد سیاسی دریافت کرد. به‌دلیل داشتن دو دکترا به او دکتر دکتر راش می‌گفتند. در سال ۱۹۳۱ در شهر درسدن وکیل شد. در ۱۹۳۳ شهردار رادبرگ و در ۱۹۳۵ شهردار ویتنبرگ شد.
وی در ۱ اکتبر ۱۹۳۱ به حزب نازی پیوست. در سال ۱۹۳۳ به اس‌آ و در ۱۰ مارس ۱۹۳۳ به اس‌اس پیوست. در سال ۱۹۳۶ کارمند تمام‌وقت اس‌دی شد. در ۱ اکتبر ۱۹۳۷ فرمانده پلیس محلی فرانکفورت شد. در ژوئن ۱۹۳۸ به سمت‌های مختلفی در اداره اصلی امنیت رایش رسید و به فرماندهی زیپو و [اس‌دی در پراگ منصوب شد.
وی در نوامبر ۱۹۳۹ به شهر کونیگسبرگ فرستاده شد تا بر روند نابودی زندانیان سیاسی لهستانی که توسط آینزاتس‌گروپن دستگیر شده بودند نظارت کند. راش خود شخصاً بر اعدام‌ها نظارت می‌کرد. این اعدام‌ها بیشتر در جنگل‌ها رخ می‌داد. در زمستان ۱۹۳۹–۴۰ وی با تأیید راینهارد هایدریش اردوگاه کار اجباری زولداو را راه‌اندازی کرد.
در ژوئن ۱۹۴۱ و کمی پیش از عملیات بارباروسا، وی فرماندهی آینزاتس‌گروپن C را بر عهده گرفت. وی در کنار کورت ابرهارد و پاول بلوبل در کشتار بابی یار نقش داشت. در این کشتار بیش از ۳۳٬۰۰۰ یهودی کشته شدند.
راش در اکتبر ۱۹۴۱ از مقام خود برکنار شد و از ۱۹۴۲ ریاست یک شرکت نفتی را در برلین بر عهده گرفت.
وی پس از جنگ در دادگاه آینزاتس‌گروپن محاکمه شد اما پیش از پایان محاکمه به دلیل بیماری از دادگاه کنار گذاشته شد و در ۱ نوامبر ۱۹۴۸ در زندان درگذشت.